# 白頭山英雄青年発電所
白頭山英雄青年発電所（朝鮮語: 백두산 영웅 청년 발전소）は、朝鮮民主主義人民共和国（北朝鮮）両江道にある水力発電所である。
2002年着工、2015年10月3日竣工した。2012年時点で完工の見通しは立っていなかったが、2015年10月10日の朝鮮労働党創建70周年記念日を前に党第一書記金正恩が2度にわたり建設現場を視察、現地指導し完成にこぎ着けた。
ダム湖は金正恩により「白頭英雄青年湖」と命名された。
しかし、大韓民国国家情報院は同年11月24日に行った国会での報告の中で、発電所の工事中に土砂崩れや漏水が発生しており、このことが崔竜海の失脚の一つの要因になったと報告している。